# Thailand Classic 1995
Thailand Classic 1995 (также известен как Singha Thailand Classic 1995 — по названию спонсора) — профессиональный рейтинговый снукерный турнир, который проходил с 30 сентября по 7 октября 1995 года в Бангкоке (Таиланд). Победителем турнира стал Джон Пэррот, обыгравший в финале Найджела Бонда со счётом 9:6.

## Призовой фонд
- Победитель: £ 40 000
- Финалист: £ 22 500
- Полуфиналисты: £ 11 250
- Четвертьфиналисты: £ 6 250
- 1/8 финала: £ 3 125
- 1/16 финала: £ 2 075
- Высший брейк в основной («телевизионной») стадии турнира: £ 5 000
- Высший брейк в матче, не транслировавшемся по телевидению: £ 4 000
- Общий призовой фонд: £ 230 000

## Высший брейк
- 123 — Найджел Бонд («телевизионная» стадия)
- 140 — Питер Эбдон

## Результаты

### Уайлд-кард раунд
| Матч |                     | Счёт |                |
| ---- | ------------------- | ---- | -------------- |
| WC1  | Майкл Даффи         | 5:4  | Файтун Фонбан  |
| WC2  | Ром Сурин           | 5:4  | Пол Уайкс      |
| WC3  | Юнг Кин Фут         | 5:4  | Мэттью Стивенс |
| WC4  | Марк Джонстон-Аллен | 5:1  | Вонг Джан      |

### Основной турнир
1/16 финала
Матчи из 9 фреймов
 Стивен Хендри 5:4 Энтони Хэмилтон  

 Стив Дэвис 5:3 Фергал О’Брайен  

 Марк Джонстон-Аллен 5:4 Ронни О'Салливан  

 Джон Пэррот 5:1 Деннис Тейлор  

 Джеймс Уоттана 5:4 Энтони Дэвис  

 Алан Макманус 5:3 Дин Рейнолдс  

 Джимми Уайт 5:3 Ален Робиду  

 Даррен Морган 5:1 Брайан Морган  

 Джо Свэйл 5:2 Кен Доэрти  

 Питер Эбдон 5:2 Гэри Уилкинсон  

 Джон Хиггинс 5:2 Энди Хикс  

 Найджел Бонд 5:1 Майкл Даффи  

 Дэйв Финбоу 5:2 Дэйв Харольд  

 Тони Драго 5:0 Юнг Кин Фут  

 Терри Гриффитс 5:3 Ром Сурин  

 Дин О'Кейн 5:3 Дэвид Ро  

1/8 финала
Матчи из 9 фреймов
 Стивен Хендри 5:4 Питер Эбдон  

 Найджел Бонд 5:0 Стив Дэвис  

 Джон Пэррот 5:4 Тони Драго  

 Дэйв Финбоу 5:4 Джеймс Уоттана  

 Джон Хиггинс 5:4 Алан Макманус  

 Джо Свэйл 5:3 Джимми Уайт  

 Терри Гриффитс 5:0 Даррен Морган  

 Дин О'Кейн 5:4 Марк Джонстон-Аллен  

Четвертьфиналы
Матчи из 9 фреймов
 Стивен Хендри 5:0 Терри Гриффитс  

 Джон Пэррот 5:3 Джон Хиггинс  

 Найджел Бонд 5:4 Джо Свэйл  

 Дин О'Кейн 5:2 Дэйв Финбоу  

Полуфиналы
Матчи из 9 фреймов
 Джон Пэррот 5:4 Стивен Хендри  

 Найджел Бонд 5:1 Дин О'Кейн  

Финал
Матч из 17 фреймов
 Джон Пэррот 9:6 Найджел Бонд  

## Сенчури-брейки
- 140, 138, 104 — Питер Эбдон
- 136 — Энтони Хэмилтон
- 124, 116 — Джон Пэррот
- 123, 105, 100 — Найджел Бонд
- 114 — Файтун Фонбан
- 107 — Дэйв Финбоу
- 103 — Гэри Уилкинсон
- 102 — Марк Джонстон-Аллен
- 101 — Стивен Хендри